# Cerf Lurie
Pour les articles homonymes, voir Lurie.
Cerf Lurie, né le 31 mars 1897 à Sète et décédé le 14 février 1987 dans la même ville, est un homme politique français.

## Biographie
Il est député de la troisième circonscription de l'Hérault (1958-1962). 
Il est inhumé au cimetière Le Py de Sète.

## Hommage
Une rue de Sète porte son nom.